# Zaréchnoye (Krasnodar)
Zaréchnoye (del ruso: Заречное) es un seló del raión de Mostovskói del krai de Krasnodar, en el sur de Rusia. Está situado entre los ríos Psebaika y Málaya Labá, de la cuenca del Kubán a través del Labá, 24 km al sur de Mostovskói y 176 km al sureste de Krasnodar, la capital del krai. Tenía 165 habitantes en 2010.
Pertenece al municipio Shedokskoye.